# Traditionelle japanische Medizin

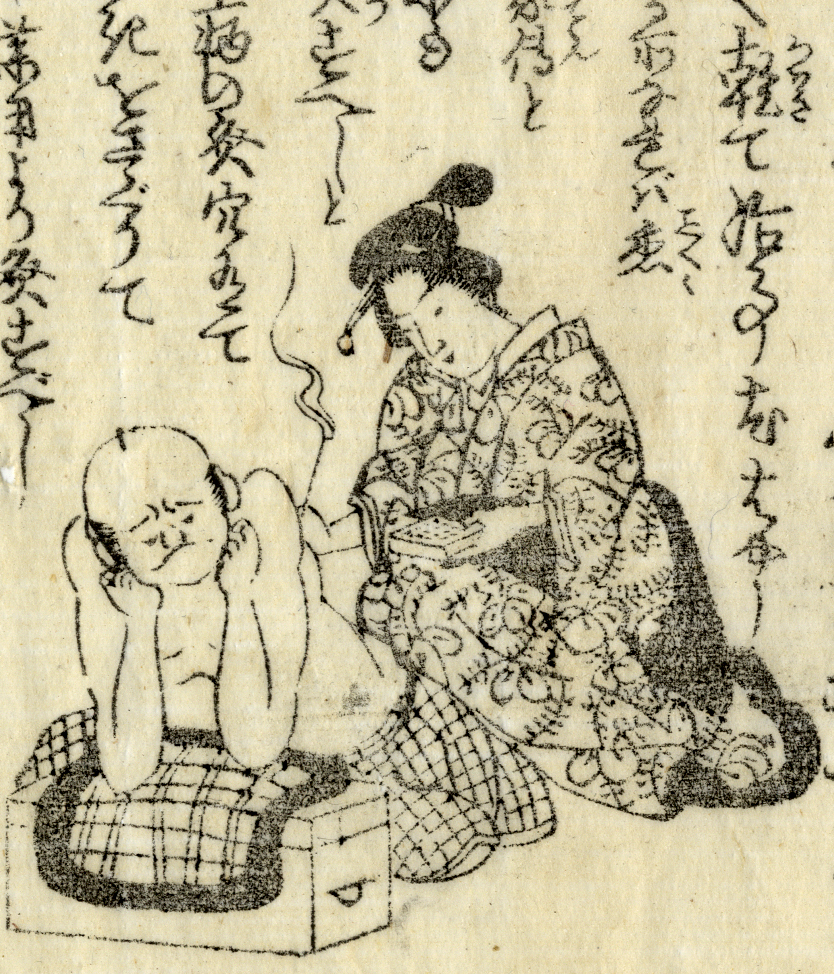
Japanische Moxibustion im medizinischen Hausbuch Banshō myōhōshū, 1853

Traditionelle japanische Medizin (TJM) ist die Medizin in Japan, die sich im Dialog mit chinesischer, koreanischer und seit der frühen Neuzeit auch der westlichen Medizin entwickelte. Hierbei war es durchweg die japanische Seite, welche die Initiative ergriff, aus den medizinischen Schulrichtungen der Nachbarländer und des Westens auswählte, assimilierte und weiterentwickelte. Die Resultate zeugen von großer Eigenständigkeit, und in vielen Bereichen steuerte Japan therapeutische Inventionen und theoretische Konzepte bei, die der japanischen Medizin im Rahmen der traditionellen Medizin Ostasiens ihren eigenständigen Platz sicherten.

## Relikte schamanistischer Praktiken
Vergleichende Studien zur Volksmedizin in Ostasien, zum Shintō wie auch Spuren alter Heilpraktiken deuten darauf hin, dass die Menschen im japanischen Archipel vor der Nara-Zeit schamanistische Praktiken und Reinigungszeremonien betrieben. Manche unter den wenigen Kräutern, die sie verwendeten, dienten lediglich symbolischen Zwecken. Im ältesten Werk zur Geschichte und Mythologie, dem 712 niedergeschriebenen Kojiki, und der wenig später entstandenen Chronik Nihon Shoki (720 verfasst, auch Nihongi genannt) erscheint eine Gottheit Ōkuninushi (auch Ōnamuchi oder Ōmononushi), die zusammen mit der Gottheit Sukunabikona die Menschen heilen und mittels Abwehrzauber vor gefährlichen Tieren schützen will. Krankheiten waren das Werk von Göttern und Dämonen, teils wurden sie auch durch menschliches Fehlverhalten ausgelöst.

## Organisation der Grundlagen in der Nara-Zeit (710–794) und Heian-Zeit (794–1185)

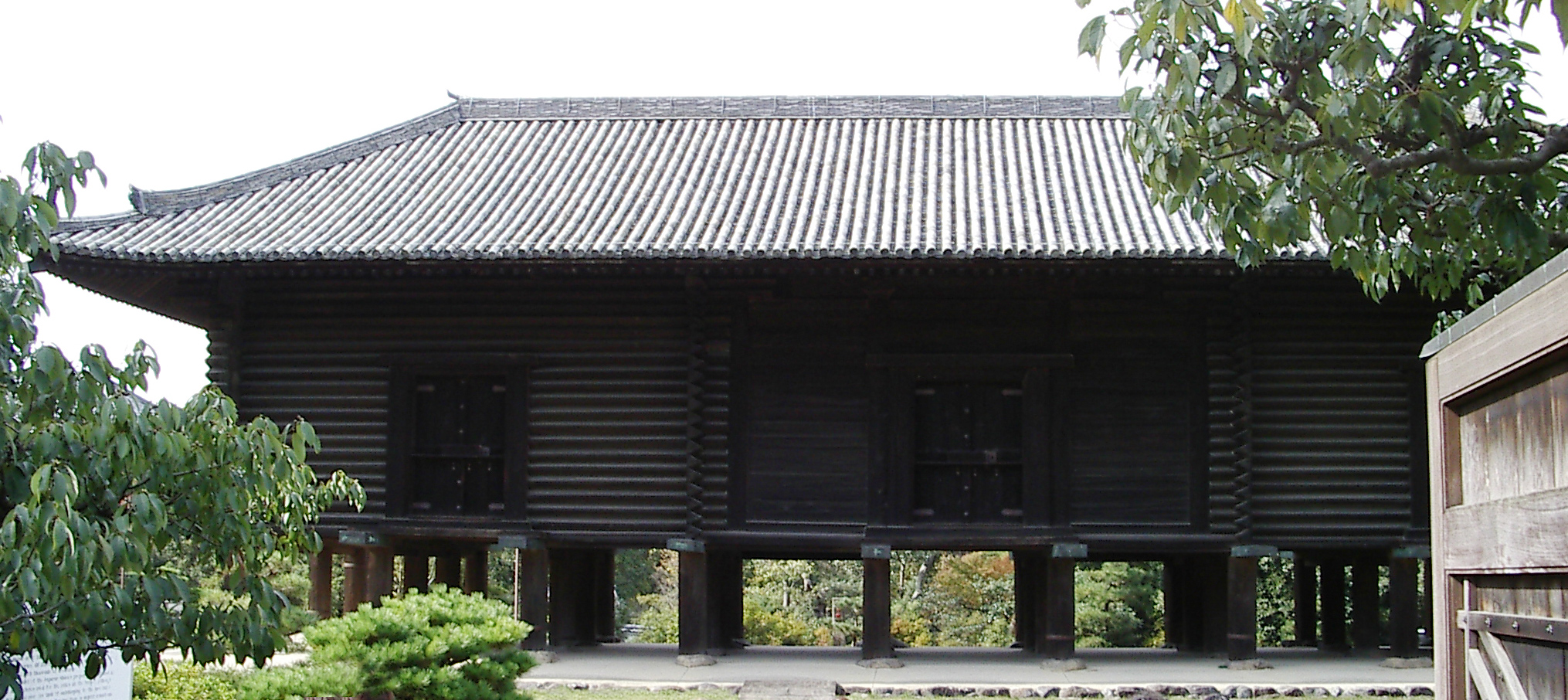
Shōsōin, das Schatzhaus des Tōdai-Tempels (Tōdai-ji) in Nara

Die Kodifizierung der japanisch-chinesischen Medizin fand zwischen 784 und 1186 statt. Am Anfang der medizinischen Beziehungen zum asiatischen Festland stehen Konsultationsreisen koreanischer Ärzte aus den Reichen Silla, Paekche und Koguryō. Einige darunter ließen sich in Japan nieder. Mitte des 6. Jahrhunderts setzten der Überlieferung zufolge mit der Ankunft des Mönches Zhì Cōng (智 聡), der 164 medizinische Werke mitgebracht haben soll, auch direkte Kontakte zum Kaiserreich China ein. In der Folge kam es zu dreizehn offiziellen japanischen Gesandtschaften (遣唐使, kentōshi).
Bei der Schaffung staatlicher Strukturen im 7. und 8. Jahrhundert orientierte sich Japan dann auch in der Medizin und der Organisation des Medizinalwesens an China (Erste Kontakte mit der chinesischen Medizin des Festlandes bestanden seit dem 5. Jahrhundert). Die Scheidung medizinischer Disziplinen und der damit befassten Institutionen spiegelt chinesische Vorbilder wider. Es kam zur Gründung eines kaiserlichen Gesundheitsamtes (典薬寮, Ten’yaku-ryō), das allerdings nur für den Hof und den Adel zuständig war. Zwischen 710 und 784 entstanden jedoch auch Krankenhäuser für Arme und es wurden medizinische Hochschulen eingerichtet. Im Jahre 787 wurde die vom chinesischen Kaiserhaus geförderte ‚Neue Materia Medica’ (新修本草, Xīnxiū Běncaǒ, 659) im japanischen Gesundheitsamt zum obligatorischen Text, doch viele der dort beschriebenen 844 Mittel waren in Japan nicht erhältlich.
Bei der Vermittlung des medizinischen Wissens spielten Mönche des ebenfalls aus China übernommenen Buddhismus eine gewichtige Rolle. Viele der von dem berühmten chinesischen Priester Jiànzhēn (鑑 真, japanische Lesung Ganjin, 688–763) und seinen Nachfolgern dem ‚Großen Buddha’ (Daibutsu) in Nara dargebotenen chinesischen Heilmittel werden noch heute im alten Schatzhaus (Shōsōin) des Tōdai-Tempels (Tōdai-ji) gehütet. Mönche der Shingon-Schule brachten den Starstich und andere Therapien der chinesischen Augenheilkunde nach Japan. Die auf dieser Grundlage entwickelte einheimische Ophthalmologie erreichte lange vor der Ankunft der Europäer ein beachtliches Niveau.
Seit dem 9. Jahrhundert verlor der Kontakt zu China an Intensität. Nach 894, als der letzte offizielle Gesandte zurückkehrte, gab es nur noch gelegentlich Mönche und andere Gelehrte, welche die, wegen der wenig seetüchtigen Schiffe gefahrvolle Überfahrt auf sich nahmen.
Das älteste schriftliche Zeugnis dieser Rezeption chinesischer Heilkunst ist die von dem Arzt Tamba no Yasuyori (丹波 康頼, 912–995) zwischen den Jahren 982 und 994 verfasste Schrift Ishimpō (医心方, auch Ishinpō), die mehr als hundert Werke vorwiegend der Sui-Dynastie (589–618) und Tang-Dynastie (618–907) nutzt. Sie wird heute auch geschätzt, weil sie Teile chinesischer Texte enthält, die in China verloren gingen.

## Erste Abkehr von der chinesischen Medizin
Während der Kamakura-Zeit (1192–1333) mit ihrer vom chinesischen Beamtenstaat so abweichenden militärisch geprägten Struktur wuchs auch in der Medizin der Abstand zu China. Die Kontakte blieben allerdings bestehen, und nach wie vor dominierten buddhistische Mönche den Transfer medizinischen Wissens. Nennenswert ist hier der Zen-Priester Myōan Eisai (明菴 栄西, 1114–1215), der das Teetrinken und die ‚kleinen Mahlzeiten’(kissa) nach Japan brachte und sich mit der Schrift Kissa yōjōki (喫茶養生記, ‚Lebenspflege durch Teetrinken’) einen Namen machte. Der der Risshū-Richtung angehörige Mönch Ninshō (忍性, 1217–1303) gründete in Kuwagaya (Kamakura) mit der Unterstützung durch die Regierung ein Krankenhaus, das auch ein Leprosorium umfasste. Hier sollen in den folgenden zwei Jahrzehnten 46.800 Patienten behandelt worden sein. Dank solcher, von buddhistischen Tempeln getragenen Aktivitäten verbesserte sich auch die Versorgung der allgemeinen Bevölkerung.
Unter den Schriften ragen die von Kajiwara Shōzen (1266–1337) verfassten Werke ‚Kurzer Abriss der Medizin’ (頓医抄, Ton ishō) und ‚Sichere Rezepte’ (万安方, Man'anpō) heraus. Ersteres ist zur Förderung der Verbreitung in Kana-Silbenschrift verfasst. Über das Man'anpō gelangten u. a. die anatomischen Lehren des  Cúnzhēn  huánzhōng tú  (‚Illustration der inneren Organe und Gefäße’, 存真環中図, 1113) nach Japan. Zugleich führte Kajiwara in seiner Behandlung der Lepra eine japanische Terminologie ein. Bemerkenswert sind weiter seine Beobachtungen zum Diabetes mellitus.

## Neue Impulse im 15. Jahrhundert
Den nächsten stärkeren Impuls gab Tashiro Sanki (田代 三喜, 1465–1537) nach einem zwölfjährigen Aufenthalt in China (1486–1498). Dort hatte er die Medizin der Jin-Dynastie (auch Jurchen-Dynastie, 1125–1234) und der Yuan-Dynastie kennengelernt, in denen die Lehren der Mediziner Lǐ Gǎo (李杲, alias Lǐ Dōngyuán (李東垣), 1180–1251) und Zhū Dānxī (朱丹溪, 1281–1358) dominierten. Ersterer ist bekannt für seine ‚Abhandlung über Milz und Magen’ (脾胃論, Pí weì lùn, 1249). Li und Zhu vertraten tonifizierende Therapien und schenkten in ihrer theoretischen Fundamentierung der Beziehung zwischen Körper und Umwelt, d. h. der Lebensweise, besondere Aufmerksamkeit. Wir finden hier zugleich eine enge Verbindung zu dem von Zhū Xī (朱熹, 1120–1200) vertretenen Neokonfuzianismus, der über das Königreich Korea nach Japan gelangte.
Die von Tashiro begründete ‚Schule des späteren Zeitalters’ (Goseiha 後世派), so genannt, weil sie jünger war als die bis dato dominierenden song-zeitlichen Lehren, wurde durch seine Schüler weiter expandiert. Besonders Manase Dōsan (曲直瀬 道三, 1507–1594) leistete in seiner Unterrichtsstätte in Kyōto einen herausragenden Beitrag. In einer achtbändigen ‚Sammlung zur Medizinischen Praxis’ (啓迪集, Keitekishū, 1574) versuchte er, die chinesischen Lehren an japanische Verhältnisse anzupassen. Sein besonderes Verdienst liegt in der Systematisierung der Diagnose (Hautfarbe, Haarkonsistenz, Stuhl, Urin, Geruch, Husten, Reaktion auf Betastung, Appetit usw.). Manases Adoptivsohn Gensaku (曲直瀬 玄朔) trug zur Weiterentwicklung der Konzepte bei. In den Manase-Rezepturen spielen neben den Mitteln von Lǐ Gǎo und Zhū Dānxī auch die von dem chinesischen Hofärzten Chén Shīwén (陳 師文) und Péi Zōngyuán (裴 宗元) kompilierten ‚Offiziellen Rezepte der Wohlfahrtsapotheken des Großen Friedens’ (Tàipíng huìmín hé jìjú fāng 太平惠民和劑局方, 1110) eine wichtige Rolle. Unter den Medikamenten gibt es zahlreiche animalische Mittel wie Moschus, Bärengalle, Bezoar (gōō 牛黄), die aus Südostasien, Indien und dem Nahen Osten importiert werden mussten. Jedem Mittel wurden ‚Temperamente’ (kalt, kühl, normal, warm, heiß) und Geschmacksrichtungen (sauer, bitter, süß, scharf, salzig) zugeordnet. Bei der Anwendung berücksichtigte der Arzt zudem die gesellschaftliche Stellung des Patienten (soziale Indikation).
Neben Manase Dōsan übte Nagata Tokuhon (永田 徳本, 1513–1630) einen nachhaltigen Einfluss aus. Auch er löste sich von den chinesischen Lehren und nahm eine erneute Gruppierung der Leiden aufgrund der Symptome vor. Zwar wählte er mit einer Reihe von Abführmitteln aggressivere Methoden als seinerzeit üblich war, doch zielten Nagatas Therapien auf die Unterstützung der Naturkräfte, wobei das Einverständnis und die Unterstützung des Patienten eine entscheidende Rolle spielten. Unter seinen Schriften fanden die ‚Neunzehn Rezepte des ehrwürdigen Tokuhon’ (Tokuhon-ō jūkyū hō 徳本翁十九方) eine große Verbreitung. Im ‚Diskurs über die Medizin’ (I-no-ben 医之弁, 1585) zeigte er den zeitgenössischen Ärzten, dass das chinesische Werk Shānghán lùn (‚Abhandlung über die Kälte-Krankheiten’) mit einer brauchbaren Krankheitslehre und wirksamen Therapien eine bedenkenswerte Alternative zu Manases Lehren bot.

## Erste Kontakte zu Europa: ‚Chirurgie im Stile der Südbarbaren’
In der Azuchi-Momoyama-Zeit (1569 bis 1615) erstarkte die Eigenmedizin Japans. Mitte August 1549 begann mit der Anlandung des baskischen Jesuiten-Missionars Francisco de Xavier in Südkyūshū der direkte und anhaltende euro-japanische Kulturaustausch. Eigentlich hatten die Jesuiten an ärztlichen, besonders an chirurgischen Aktivitäten keinerlei Interesse, denn seit dem Konzil von Tours (1163) scheute die Kirche das Blut („Ecclesia abhorret a sanguine“). Im Jahre 1555 trat jedoch der Portugiese Luís de Almeida (1518–1584), ein lizenzierter Chirurg und erfolgreicher Kaufmann, in Japan der Gesellschaft Jesu bei. Als gewöhnlicher Bruder ohne priesterliche Befugnisse konnte er unter Einsatz seines Vermögens in Funai (heute Ōita) ein Krankenhaus mit hundert Betten gründen, wo man, wie es in einem Bericht heißt, „den Körper mit Medikamenten und die Seele mit Gebeten“ versorgte.
Viele Autoren nehmen dieses Krankenhaus als Beginn der westlichen Medizin in Japan, doch handelte es sich um eine im Rahmen der portugiesischen Missionarmedizin die japanische Medizin beeinflussende Einrichtung, in der östliche und westliche Medizin koexistierten. Die gesamte ‚innere Medizin’ (hondō, Hauptweg) lag in den Händen konvertierter buddhistischer Mönchsärzte, von denen einige namentlich gepriesen werden. Auch in der Pharmazeutik verfuhr man pragmatisch. Der überwiegende Teil der Heilmittel stammte aus den umliegenden Bergen, aus Macau, Malakka und Cochinchina. In den Briefen und Wörterbüchern der Mission finden wir überdies zahlreiche Indizien, dass sie sich mit Akupunktur und Moxibustion beschäftigten. Zudem waren die westlichen Neuerungen nicht so revolutionär, wie es scheinen mag. In einem Traktat aus dem Jahre 1585 über kulturelle Unterschiede zwischen Japan und Europa bedauerte der Jesuitenpater Luís Fróis, dass die Japaner die Uroskopie, den Aderlass, Klistiere und das Wundbrenneisen (Kauter) nicht akzeptierten. Einige Autoren verweisen auf die Behandlung der Wunden, welche die von den Europäern eingeführten Arkebusen verursachten, auf das zuvor unbekannte Auswaschen mit Arrak-Schnaps und auf die Verwendung von Rinderfett und Olivenöl. Doch stritten europäische Ärzte bis ins 17. Jahrhundert über das Wesen und die angemessene Therapie von Schusswunden. Mit der Zerstörung des Krankenhauses im Verlauf regionaler Machtkämpfe und der wachsenden Verfolgung der Missionare und japanischen Christen fanden diese medizinischen Kontakte ein frühes Ende. In der aufkommenden japanischen Feldchirurgie findet man lediglich schwache Spuren dieser Epoche in Form einiger Mittel wie Schweine- und Rinderfett, Olivenöl und unter den Instrumenten neben dem (lange nicht verwendeten) Kautereisen eine ‚ransetta’ (port. lancetta). Zum nachhaltigen Austausch zwischen der japanischen und der europäischen Medizin kam es erst mit der Ankunft der Niederländer.

## Beginn der nachhaltigen Auseinandersetzung mit dem Westen: ‚Chirurgie im Stile der Rotschöpfe’
Seit in der zweiten Hälfte des 17. und am Anfang des 18. Jahrhunderts Niederländer entscheidenden Einfluss nahmen, erfolgte in der Edo-Zeit (Jedo-Periode) ein allmählicher Übergang zur europäischen Medizin. Ab 1867 gewann in Japan auch die deutsche Medizin verstärkt an Bedeutung. Bei der Hinwendung zur Heilkunst der Europäer spielte das Bestreben der Entscheidungsträger in Edo, die Lage im Lande zu stabilisieren eine gewichtige Rolle. Doch stehen hinter dem aufkommenden Interesse auch wichtige Ereignisse. Als die von 1609 bis 1640 in Hirado agierenden Kaufleute der Niederländischen Ostindien-Kompanie im Jahre 1640 ihre Niederlassung nach Nagasaki verlegen musste, hielt es das Generalgouvernement in Batavia (heute Jakarta) für geboten, eine permanente Chirurgenposition einzurichten. Nach nahezu einem Jahrhundert euro-japanischer Kontakte waren damit erstmals die Bedingungen für kontinuierliche Begegnungen von japanischen und europäischen Medizinern geschaffen. Überdies stand die Kompanie in der reichsunmittelbaren Domäne Nagasaki nun unter der Kontrolle der Zentralregierung in Edo. Das vertiefte die Kenntnisse am Hof um westliche Wissenschaft und Technik erheblich.
1649 wurde der Chirurg Caspar Schamberger nach Nagasaki geschickt. Im Tross des Sondergesandten Andries Friese zog er Ende jenes Jahres nach Edo. Dort erregten seine Fähigkeiten die Aufmerksamkeit hochgestellter Persönlichkeiten. Auf deren Wunsch blieb er nach Abreise der Gesandtschaft weitere sechs Monate. Auch im folgenden Jahr verbrachte er mehrere Monate in Edo. Die durch seinen Dolmetscher Inomata Dembē (auch Dembyōe, 猪股 伝兵衛) aufgezeichneten Therapien und das Interesse der hochrangigen Patienten stimulierten eine nachhaltige Beschäftigung mit westlicher Chirurgie. Die ‚Chirurgie im Stile Caspars’ (カスパル流外科, Kasuparu-ryū geka) war die erste chirurgische ‚Schule’ mitteleuropäischer Prägung in Japan. Fortan erfreuten sich die Chirurgen und Ärzte der Handelsniederlassung Dejima (auch Deshima) des starken Interesses japanischer Kollegen, die sich instruieren ließen, Bücher, Medikamente und Instrumente erwarben und nach und nach auch die nötigen Sprachkenntnisse, um schließlich eigenständig westliche Fachwerke zu lesen. Diese Aktivitäten führten zur ‚Hollandkunde’ (rangaku), die im 18. Jahrhundert einen großen Aufschwung erlebte, dann auch andere wissenschaftliche Disziplinen einschloss und die rasche Modernisierung Japans nach der Öffnung des Landes im Jahre 1868 ermöglichte.
Mit der Anwendung neuer Heilmittel wuchs zugleich das Interesse an der Ersetzung der teuren niederländischen Importe durch japanische Produkte, was bereits in den ersten zwei Dekaden nach Schambergers zu einer Erkundung der einheimischen Flora und mit der Publikation des Werks Yamato Honzō (大和本草, ‚Japanische Materia Medica’) durch Kaibara Ekiken (auch Ekken) im Jahre 1709 zu einem ersten Höhepunkt in der Entwicklung einer eigenständigen japanischen Pflanzenkunde führte.

## Aufblühen der ‚Hollandkunde’
Die in der zweiten Hälfte des 17. Jahrhunderts entstehenden Bewegungen verstärkten sich unter dem achten Shōgun Tokugawa Yoshimune, der die einheimische Produktion an Heilpflanzen ausbaute und 1720 die Importrestriktionen für ausländische Bücher lockerte. In der Folge gelangten westliche Fachtexte auch in die Hände interessierter Personen außerhalb der herrschenden Kreise. Bislang blieb der Erwerb der niederländischen Sprache fast ausschließlich auf die Dolmetscher der Handelsniederlassung Dejima beschränkt, doch dank der aktiven Förderung durch Yoshimune verbreiteten sich Holländischkenntnisse nun bis in die Regionen. Ebenso wie die Vertreter der traditionellen japanischen Chirurgie beschränkten sich die Anhänger der westlichen Chirurgie (蘭方医, rampō-i) auf die Behandlung von Wunden, Geschwulsten, Brüchen, Dislokationen usw. Hierzu waren keine Kenntnisse der westlichen Pathologie vonnöten. Japanische Texte zur westlichen Anatomie findet man bereits im 17. Jahrhundert, sie spielten jedoch in der Praxis keine Rolle. Im 18. Jahrhundert jedoch erkennt man ein wachsendes Interesse an Anatomie und innerer Medizin. Zudem erscheint eine Gruppe von Gelehrten, die aus eigener Kraft und unabhängig von Dolmetschern auf Dejima holländische Schriften übersetzen können.

## Japanische Geburtshilfe
Bahnbrechend war auf diesem Gebiet der Arzt Kagawa Gen’etsu (賀川 玄悦, 1700–1777), der, durch europäische Schriften stimuliert, intensive eigene Beobachtungen anstellte und 1765 ein ‚Traktat über die Geburtshilfe’ (Sanron) publizierte, das durch seinen Adoptivsohn Kagawa Genteki erweitert wurde und 1775 als Sanron yoku (産論翼, ‚Erklärungen zum Traktat über die Geburtshilfe’) erschien. Dank reicher Erfahrungen war Kagawa früher als die europäischen Ärzte mit der Lage des Foetus während der Schwangerschaft und vielerlei Komplikationen vertraut. Bis zum Ende der Edo-Zeit sind rund 2000 Ärzte dieser Schule nachgewiesen.
Die japanischen Ärzte für Geburtshilfe entwickelten eine Reihe originärer Instrumente, mit denen man Extraktionen bei Fußlagen durchführen konnte, außerdem Wendungen auf den Fuß. Bei Extraktionen wurde anfangs eine Fischbeinschlinge benutzt. Da es zu Kopfverletzungen kommen konnte, ersetzte Kagawa Randai diese Schlinge durch ein seidenes Tuch (tentōken), das mit zwei Fischbeinstäbchen um den Kopf des Kindes gelegt und mit einem Spatel festgezogen wurde. Kagawa Rankō wiederum nutzte statt des Tuches ein seidenes Band und Tatsuno Ryūtei ein seidenes Netz (hōtōki).

## Osteopathische Manipulation

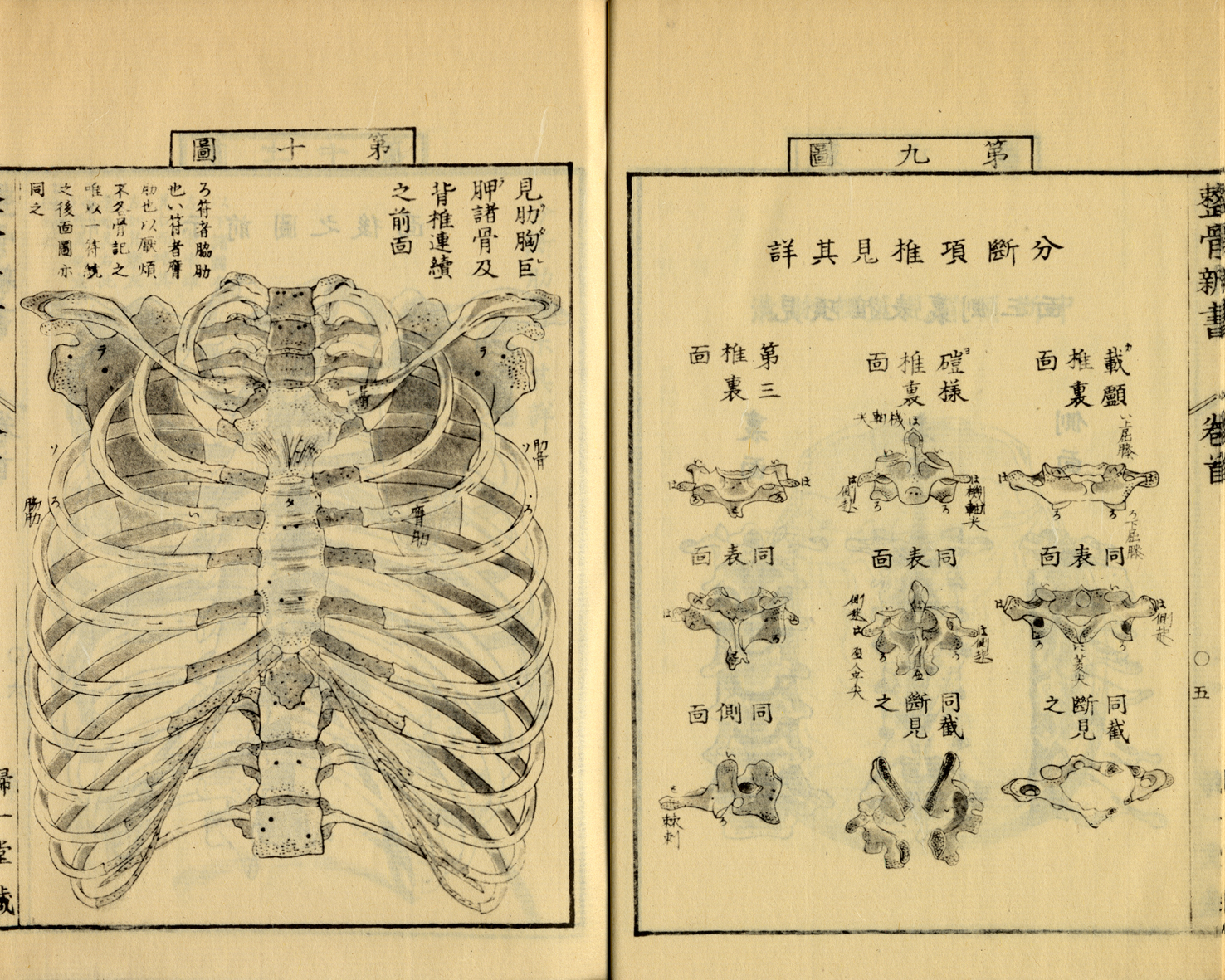
Illustration im ‚Neuen Buch der Osteopathie’ (Seikotsu Shinsho) von Kagami Bunken

Im 17. Jahrhundert kam eine Seikotsu-Jutsu (整骨術, Osteopathie) genannte Therapie-Richtung auf, die sich ausschließlich mit Verrenkungen, Prellungen, Luxationen und Knochenbrüchen befasste. Bemerkenswert sind hier vor allem die ‚Muster der Osteopathie’ (整骨範, Seikotsu han) von Ninomiya Genka (二宮 彦可, 1754–1827), das ‚Neue Buch der Osteopathie’ (整骨新書,Seikotsu Shinsho) von Kagami Bunken (1755–1819) und das ‚Kompendium der Osteopathie’ (正骨要訣, Seikotsu Yōketsu) von Yoshiwara Gentō (吉原元棟).
Die bahnbrechende Präzision der anatomischen Darstellungen in diesen Werken beruht auf direkten Beobachtungen an Leichen, die man auf den Hinrichtungsstätten vorfand. Mancher Vertreter der japanischen Osteopathie übertraf in der Präzision seiner Darstellung sogar die zeitgenössischen Ärzte westlicher Ausrichtung. Hoshino Ryōetsu (星野 良悦, 1754–1802) untersuchte in zahlreichen Sektionen die menschliche Knochenstruktur und fertigte 1798 ein epochemachendes Holzskelett an. Kagami Bunken (各務 文献) hatte bereits im Seikotsu Shinsho Abbildungen vorgestellt, die nur durch intensive Beobachtung möglich waren. Er sezierte dann auch die Leiche einer hingerichteten Frau und publizierte die Ergebnisse im Jahre 1800 als ‚Einfache Abbildung der Inneren Landschaft einer Frau’ (Fujin naikei no ryakuzu). Des Weiteren sammelte er menschliche Knochen und ließ sich 1819 ein Holzskelett anfertigen. Dazu kamen mehrere Publikationen, in denen er seine Behandlungsmethoden bei Gelenkschäden und anderen Krankheiten verbreitete.
Nach der Meiji-Reform (1868) entwickelte sich aus dieser Tradition die sogenannte Jūdo-Therapie, und auch japanische Orthopäden der westlichen Ausrichtung sehen hier eine ihrer Wurzeln.

## Neuerungen durch Ärzte der ‚Alten Schule’
Nach der Etablierung der Herrschaft der Tokugawa erlebte der in China durch Zhu Xi (朱熹, 1130–1200) entwickelte Neo-Konfuzianismus in einer durch koreanische Einflüsse verschärften Form einen erheblichen Aufschwung. Allerdings gab es bei der Anwendung der Mensch und Natur umfassenden komplexen Konzepte allerlei Schwierigkeiten, was bald zu Gegenreaktionen führte. Zwar hatte man in der sogenannten ‚Schule des späteren Zeitalters’ (Goseiha, 後世派) die chinesischen Lehren an japanische Verhältnisse angepasst, doch erwies sich die Therapie als zu theoriebeladen und schematisch starr. Der Blick der Kritiker, zu nennen sind hier vor allem Nagoya Gen’i (古屋 玄医) und Gotō Konzan (後藤 艮山), richtete sich daher auf Schriften aus älteren Zeiten, wie das von Zhāng Zhòng-jǐng verfasste Jīnkuì yàolüè 金匱要略 und ganz besonders auf das damals schon über 1500 Jahre alte Werk Shānghán lùn (傷寒論, ‚Abhandlung über die Kälte-Krankheiten’), das die durch Kälte verursachte fiebrige Erkrankungen unter klinische Beobachtung gestellt hatte. Diese Erneuerung durch Rückgriff auf Altes führte zur Ausprägung einer eigenständigen ‚Alten Schule’ (古医方派, ko-ihōha, auch kohōha). Deren Rezepte bestanden meist aus vier bis acht Zutaten, die überwiegend pflanzlicher Natur und vergleichsweise leicht erhältlich waren. Die moderne Kampō-Medizin hat hier eine ihrer wichtigsten Wurzeln.

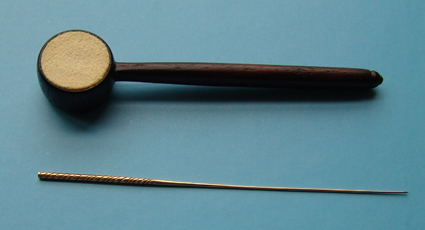
Japanische Hammernadel/Klopfnadel (uchibari) nach Mubun, 17. Jh.

Nadelung mit Führungsröhrchen (kudabari) nach Sugiyama Waichi

Seit etwa dem 16. Jahrhundert zeigten japanische Mediziner eine immer deutlicher werdende Selbstständigkeit, verwarfen oder veränderten chinesische Konzepte und entwickelten eigene Therapien. Bis zum heutigen Tage gehalten hat sich die sogenannte „Hammernadelung“ oder „Klopfnadelung“ (打鍼法, dashinhō), eine von dem Mönch Mubun entwickelte und von Misono Isai ((御薗 意斎)) verbreitete Therapie, welche die Leitbahnen ignoriert und stattdessen die Bauchregion als Ort der Diagnose und Therapie nimmt.
Bei der „Röhrennadelung“ (管鍼法, kanshinhō), eine Erfindung des sehbehinderten Akupunkteurs Sugiyama Waichi (杉山 和一, 1610–1694), dient ein Führungsröhrchen zur Sicherung der Punkturstelle und der Einstichtiefe. Einst aus Bambus oder Metall gefertigt, finden heute Einwegsets mit Plastikröhrchen weltweit Verwendung.
Beachtlich waren zugleich die Reaktionen auf Impulse durch die westliche Medizin. So wurde die erste Leichensektion, die eigentlich mit der buddhistisch-konfuzianistischen Haltung zum menschlichen Körper kollidierte, nicht von einem Anhänger der Hollandkunde, sondern von einem Arzt aus der sino-japanischen Tradition, Yamawaki Tōyō (山脇 東洋), eingeleitet. Yamawaki war beim Studium der klassischen Schriften auf Diskrepanzen hinsichtlich der Körperorgane gestoßen und wollte das „Neun-Organe-Konzept“ des chinesischen Klassikers Zhou-Li überprüfen. Die Ergebnisse der mit behördlicher Genehmigung an einem hingerichteten Verbrecher vorgenommene eintägigen Obduktion wurde 1759 unter dem Titel Zōshi (蔵志, ‚Organe’) publiziert. Inhaltlich wurde Yamawaki bald von Nachahmern überflügelt, doch übte seine Pioniertat und die von den Behörden geduldete Publikation seiner Befunde einen großen Einfluss auf die zeitgenössischen Ärzte aus. Es kam zu Sektionen in vielen Teilen des Landes.
Yamawaki stand während der Sektion neben dem Leichnam und gab Anweisungen, wie dieser zu zerlegen sei. Der erste Arzt, der seine Scheu überwand und mit eigener Hand ins Körperinnere eindrang, war Kawaguchi Shinnin (河口 信任, 1736–1811) aus einer Arztfamilie, die sich seit den Zeiten Caspar Schambergers mit westlicher Medizin beschäftigte. Er und sein Mentor Ogino Gengai (荻野 元凱, 1737–1806), ein Hofarzt des Tennō in Kyōto, suchten nicht mehr nach Bestätigung älterer Konzepte. Sie vermaßen Organe, überprüften und registrierten den Inhalt der Därme, gingen der Verbindung zwischen Auge und Hirn nach. Allerdings befürchtete Ogino, dass eine Publikation ihrer Befunde Verwirrungen im Ärztestand und Unruhe unter der Bevölkerung auslösen würden, weshalb Kawaguchi 1774 das Werk Kaishihen (解屍編, ‚Leichensektion’) alleine herausgab.
Ungeachtet seiner Verankerung in der traditionellen Medizin nahm Ogino auch Kontakt zu Angehörigen der niederländischen Ostindien-Kompanie (VOC) auf, die jährlich auf ihrer Reise nach Edo in Kyōto Station machten. Einer davon war der schwedische Arzt Carl Peter Thunberg. Dem Leiter der niederländischen Handelsstation Isaac Titsingh überreichte Ogino u. a. seine Schrift über das Blutlassen (Shiraku hen), in der er den westlichen Aderlass mit der sino-japanischen Tradition des Blutpunktierens (刺絡, shiraku) verband, sowie eine weitere Schrift seines Schülers Kimura Taichū. Titsingh erhielt überdies eine Akupunkturpuppe, die als Tsoe bosi zusammen mit einer französischen Übersetzung der Schrift Kimuras durch Jean-Baptiste Sarlandière in Europa bekannt wurde.
Zu neuen Ufern brach auch Ishizaka Sōtetsu (1770–1841) auf, ein hochrangiger Akupunkturarzt am Hof des Shōgun in Edo. Er strebte nach einer Integration der traditionellen Medizin mit westlicher Anatomie. Nach ersten Sondierungen bei dem VOC-Arzt Nikolaas Tullingh übergab er 1824 dessen Nachfolger, dem Pionier der Japanforschung Philipp Franz von Siebold, mehrere seiner Schriften zur Akupunktur und Moxibustion. Siebold nahm später Auszüge in sein Werk NIPPON auf.
Eine internationale Pionierleistung vollbrachte Hanaoka Seishū (華岡 青洲, 1760–1835), der nach der Ausbildung bei einem der führenden Vertreter der Alten Schule und weiteren Studien in westlicher Chirurgie durch eine von Nagatomi Dokushōan (永富 独嘯庵) verfasste Schrift Manyū zakki (漫遊雑記) auf das Problem des Brustkrebses aufmerksam wurde. Vier Jahrzehnte vor den ersten westlichen Betäubungsversuchen mit Äther durch Crawford Williamson Long führte Hanaoka im Jahre 1804 eine Mastektomie durch, bei der er ein unter anderem aus Aconitum und Datura alba, einer Stechapfelart bestehendes Anästhetikum zur Vollnarkose (Vgl. Narkose im Mittelalter) einsetzte. Weitere Mastektomien folgten, die eine große Schar von Schülern anlockten. Hanaoka gehört zur kleinen Gruppe jener Ärzte, deren Namen durch Romane und Fernsehsendungen heute weiten Kreisen der Bevölkerung bekannt ist.

## Einführung der modernen westlichen Ausbildung
Lange waren die Grenzlinien zwischen den verschiedenen medizinischen Richtungen der Edo-Zeit weniger deutlich als die ihnen von der Geschichtsschreibung verliehenen Etiketten das vermuten lassen. Die Gebildeten aller Stände hatten in ihrer Kindheit und Jugend eine Ausbildung in chinesischer Schriftsprache und wichtigen Klassikern der chinesischen Philosophie, besonders dem Konfuzianismus erhalten, so dass auch Anhänger der Hollandkunde (rangaku) die Lehren aus dem Westen durch die chinesische Brille sahen. Das von Sugita Genpaku 1774 veröffentlichte bahnbrechende Kaitai shinsho (Neues Buch zur Anatomie), eine vollständige Übersetzung der Anatomischen Tafeln von Johann Adam Kulmus, ist daher in (elegantem) klassischen Chinesisch geschrieben. Auf der anderen Seite reagierte man auch im traditionellen Lager, besonders in der ‚Alten Schule’(kohō ha, ko-ihō-ha), auf westliche Impulse. Zudem fand die ärztliche Ausbildung gleich welcher Richtung bis ins 19. Jh. in der herkömmlichen Sozialform der Meister-Schüler Beziehung statt.
Den wohl größten Aufschwung nahm das allgemeine Interesse an westlicher Medizin durch die Einführung der von Edward Jenner (1749–1823) entwickelten Vakzination, die dank der von Otto Gottlieb Mohnike nach Nagasaki gebrachten Lymphe im Jahre 1849 erstmals mit Erfolg verlief. Nun wurde auch die Bevölkerung, die so lange unter den periodisch ausbrechenden Pockenepidemien litt, auf die Therapien der Europäer aufmerksam. Wenig später traten die Unterschiede noch deutlicher hervor, als der niederländische VOC-Arzt Johannes Lijdius Catharinus Pompe van Meerdervort 1857 in Nagasaki eine medizinische Ausbildungsstätte einrichtete, in der er Medizin anhand eines westlichen Curriculums auf der Grundlage der Naturwissenschaften vermittelte. Dies gilt als Beginn der modernen Medizin in Japan.

## Medizin nach deutschem Vorbild
Mit der Öffnung Japans seit der Mitte des 19. Jahrhunderts griffen staatliche Instanzen mehr und mehr in die bis dahin freie Welt der medizinischen Ausbildung und Praxis ein. Kurz nach dem Sturz des letzten Shōguns der Tokugawa-Dynastie entschied sich die neue Regierung im Jahre 1870 für die Einführung des westlichen Ausbildungs- und Medizinalwesen, wobei die deutsche Medizin zum Vorbild genommen wurde. Anfangs konnten traditionelle Praktiker aufgrund von Sonderregelungen ihre Tätigkeit fortführen, doch ab 1883 wurde eine Zusatzausbildung in einer der Medizinischen Fachhochschulen (igakkō, 医学校) und Prüfungen in Chemie, Anatomie, Physiologie, Pathologie, Pharmazeutik, innerer Medizin und Chirurgie obligatorisch. Versuche, gegen diese Politik in organisierter Form Widerstand zu leisten, scheiterten infolge interner Uneinigkeit und dem Ableben führender Köpfe des traditionellen Lagers. Auch der 1895 unternommene Vorstoß, ein separates Approbationssystem für die herkömmliche Medizin einzuführen, blieb erfolglos. In diesen Dekaden kam die Bezeichnung Kampō-Medizin (漢方医学, Kampō-igaku) auf, um die sino-japanischen Lehren gegen die westliche Medizin abzugrenzen. Gewisse Ähnlichkeiten zu den Debatten in China nach 1912 sind erkennbar, doch im Unterschied hierzu konnten die traditionellen Ärzte Japans nicht die Unterstützung einflussreicher politischer Kreise gewinnen.

## Weiterentwicklung im 20. Jahrhundert

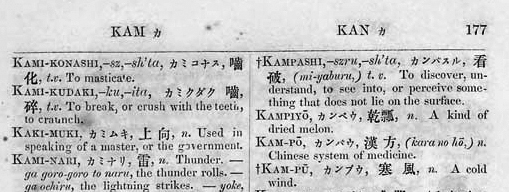
Einer der ältesten Belege für das Wort Kampō (James Curtis Hepburn: A Japanese and English Dictionary; with an English and Japanese Index. London: Trübner & Co., 1867, p. 177.)

Die in der zweiten Hälfte des 19. Jahrhunderts zunehmend schwierigere Lage der traditionellen Medizin verbesserte sich Anfang des 20. Jahrhunderts ein wenig, da man diese nicht länger als Bedrohung der Modernisierung empfand. Zunächst erschienen Publikationen wie Wada Keijūrōs „Eiserner Hammer in der Welt der Medizin“ (Ikai-no-tettsui, 1910) oder Nakayama Tadanaos „Neue Forschungen zur Kampō-Medizin“ (Kampō-igaku no shin-kenkyū, 1927). Erheblichen Einfluss übten auch Ärzte wie Ōtsuka Keisetsu aus, die ein Studium der westlichen Medizin absolviert hatten. Bereits 1937 wurde an der Takushoku-Universität ein Kurs in Kampō-Medizin eingerichtet. 1941 erschien die von Takeyama Shin'ichirō verfasste „Theorie über die Wiederbelebung der Kampō-Medizin“ (Kampō-ijutsu fukkō no riron).
Zugleich wurde mit der Einführung moderner Methoden bei der Herstellung der Mittel die bislang mühselige Herstellung durch den Arzt, der aus seinem Fundus an Kräutern bei jeder einzelnen Behandlung die Dekokte herstellte und verabreichte, durch fertige Granulate etc. abgelöst. Die 1893 von Tsumura Jūsha (津村 重舎, 1871–1941) gegründete Firma leistete hier Pionierarbeit und errichtete zu diesem Zweck ein eigenes Forschungsinstitut ein.
Die erste moderne wissenschaftliche Arbeit zur Moxibustion stammt von Hara Shimetarō, der 1929 zu diesem Thema an der Kaiserlichen Universität Kyūshū promovierte. Der Arzt Fujii Hideji 藤井 秀二 wiederum promovierte an der Kaiserlichen Universität Ōsaka mit der ersten wissenschaftlichen Arbeit zur Akupunktur.
Seit der zweiten Hälfte des zwanzigsten Jahrhunderts mehrt sich die Zahl der Ärzte, die nach ihrer Approbation in westlicher Medizin eine Zusatzausbildung in Kampō-Medizin absolvieren. 1976 wurden vielerlei Kampō-Produkte kassenfähig. Seit 1979 findet man Abteilungen für Kampō-Medizin an einer Reihe von staatlichen und privaten Universitäten und Hochschulen. In pharmazeutischen Fakultäten des Landes werden traditionelle Heilmittel im Hinblick auf ihre Wirkstoffe erforscht. Auch westliche Apotheken bieten das eine oder andere Kampō-Präparat an.
Seit 1955 ist die Ausübung von Akupunktur, Moxibustion, Anma und Shiatsu als Heilberuf anerkannt und setzt den Erwerb einer staatlichen Lizenz voraus. Die Ausbildung in Fachschulen und Fachhochschulen schließt wesentliche Bereiche der ‚westlichen Medizin’ wie der Anatomie ein.

## Aktuelle Lage
Zwar sind die Buchhandlungen gefüllt mit Werken zur traditionellen Medizin, und die Erfolge in Forschung und Praxis unübersehbar, doch im Unterschied zu Korea und China ist die Unterstützung durch Staat und Politik nach wie vor nicht sonderlich ausgeprägt, was große Auswirkungen auch auf internationaler Ebene hat. Inzwischen haben sich drei Organisationen, die Japan Society for Oriental Medicine, die Medical and Pharmaceutical Society for Wakan-Yaku und die Weltgesundheitsorganisation (WHO) gemeinsam eine Japan Liaison for Oriental Medicine (JLOM) eingerichtet, doch handelt es sich hier nicht um eine Regierungsorganisation.
Im Jahre 2011 verabschiedete die Japan Society of Acupuncture and Moxibustion zusammen mit der Traditional Acupuncture and Moxibustion Society auf einem gemeinsamen Kongress eine "Tokyo Declaration on Japanese Acupuncture", die die Merkmale der traditionellen Medizin darlegt und die Grundlinie für die weitere Entwicklung vorzeichnet. Zugleich gibt es Bemühungen, ein verbindliches Curriculum für die Ausbildung von Akupunkteuren usw. zu entwickeln.

## Einzelne Therapien

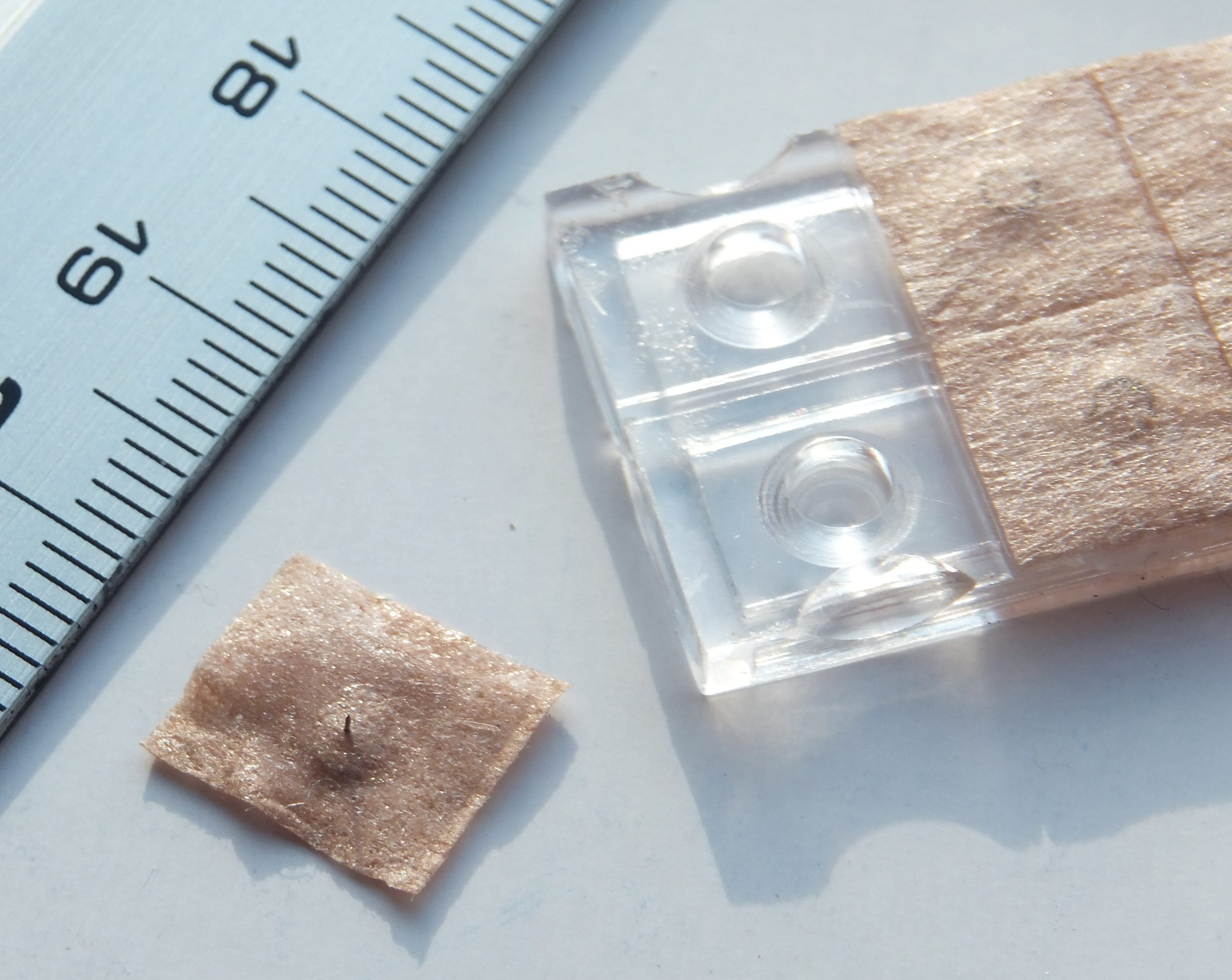
Intradermal-Nadel (hinaishin)

### Akupunktur
Einweg-Nadeln mit Führungsröhrchen aus Plastik sind heute weit verbreitet. Neben den Verfahren, die auf dem aus China übernommenen Konzept der Leitbahnen (Meridiane) aufbauen, gibt es andere, die diese völlig ignorieren.

#### Intradermale Nadelung
Bei der von dem Akupunkturarzt Akabane Kōbei (赤羽幸兵衛, 1895–1983) um die Mitte des 20. Jhs. entwickelten intradermalen Nadelung, japanisch Hinaishin (皮内鍼), wird eine 0,16 bis 0,2 mm dicke und etwa 5 mm kurze Nadel schräg in die Haut gebracht, mit einem kleinen Pflaster gesichert und dort für einen oder mehrere Tage belassen.

#### YNSA
Unter den jüngeren Methoden wurde besonders Yamamoto Neue Schädelakupunktur (YNSA) bekannt, die der Arzt Yamamoto Toshikatsu entwickelte und erstmals 1973 veröffentlichte. Der Therapeut sucht hierbei kleinste Veränderungen der Muskeln und des Gewebes auf Arealen am Kopf, die mit den Beschwerden des Patienten korrelieren. YNSA erwies sich als hilfreich bei Schmerzen jeder Form sowie neurologischen Erkrankungen.
Daneben findet man vielerlei Forschungen zur nicht-invasiven Akupunktur oder Kontaktakupunktur (z. B. von Denda Mitsuhiro, Satō Akira, Hotta Harumi) sowie der Anfang des 19. Jhs. erstmals vorgeschlagenen Elektroakupunktur (良導絡医学, ryōdōraku igaku).

#### Shōnishin
In der seit dem frühen 20. Jh. in Japan praktizierten nicht-invasiven Kinderakupunktur Shōnishin oder Shōni-hari (小児鍼, shōni = Kleinkind, shin bzw. hari = Nadel) wird mit gewöhnlich stumpfen Instrumenten mit linearen Streichungen bzw. mit Druck-, Klopf- und Vibrationstechniken behandelt, ohne dabei die Haut zu penetrieren. Dadurch werden Stimulationen an indikationsbezogenen Reflexzonen, Meridianabschnitten und Akupunkturpunkten am Rumpf und an den Extremitäten hervorgerufen.
Die Behandlung findet Anwendung bei Babys, Kindern und Erwachsenen bei Infektanfälligkeit, Asthma und Allergien, Verdauungsbeschwerden, Auffälligkeiten im Bewegungsapparat, Schlafstörungen. Auch bei Babys mit KiSS-Syndrom wurde Shōnishin angewendet.

### Moxibustion

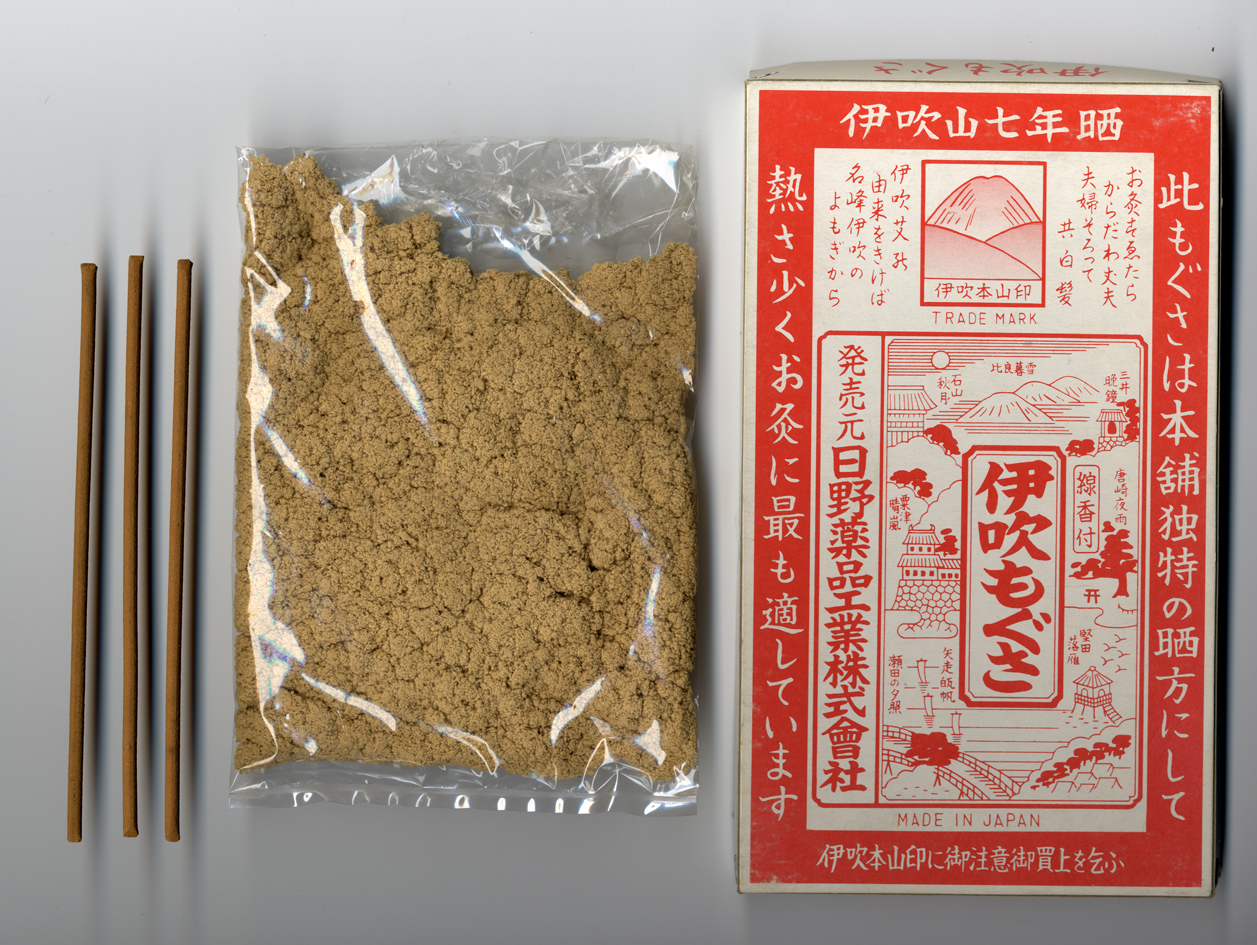
Traditioneller Set mit Moxa von Ibuki

#### Direktes Brennen
Das Brennen mit direkt auf der Haut aufgebrachten Kegelchen im klassischen Stil ist wegen der zurückbleibenden Brandstellen und eventuell auftretender Schmerzen nicht mehr allzu beliebt. Eine gewisse Verbreitung hat das von Hara Shimetarō propagierte direkte Moxibustieren auf dem Punkt ST36 (Ashi no Sanri/Zusanli) zur Förderung der Abwehrkräfte des Körpers. Auch findet in Afrika ein umfangreicher Versuch zur prophylaktischen Nutzung gegen Tuberkulose statt.

#### Verfeinerte Moxa
Beim traditionellen direkten Brennen entsteht auf der Haut eine kleine Brandstelle, zuweilen auch ein Bläschen. Besonders während der Edo-Zeit war eine leichte Entzündung sogar bezweckt. Zuweilen rieb man die Stelle hierzu mit Ingwerscheiben u. ä. ein, um eine leichte Eiterung zu befördern. Seit dem 18. Jahrhundert fertigt man auch eine verfeinerte, hochwertige Moxa an und behandelte mit kleinen, unten zugespitzten Pfröpfchen. Diese erlöschen im unteren Teil, so dass auf der Haut keinerlei Spuren bleiben. Das Verfahren wird von geschickten Therapeuten noch heute eingesetzt.

#### Indirektes Brennen
Von verschiedenen Firmen vertriebene Fertigprodukte von fertigen Moxakegelchen auf einem leicht klebenden Untersatz bis hin zur Moxa-Zigarre dominieren die Therapie und werden häufig auch zur Eigenbehandlung verwendet.

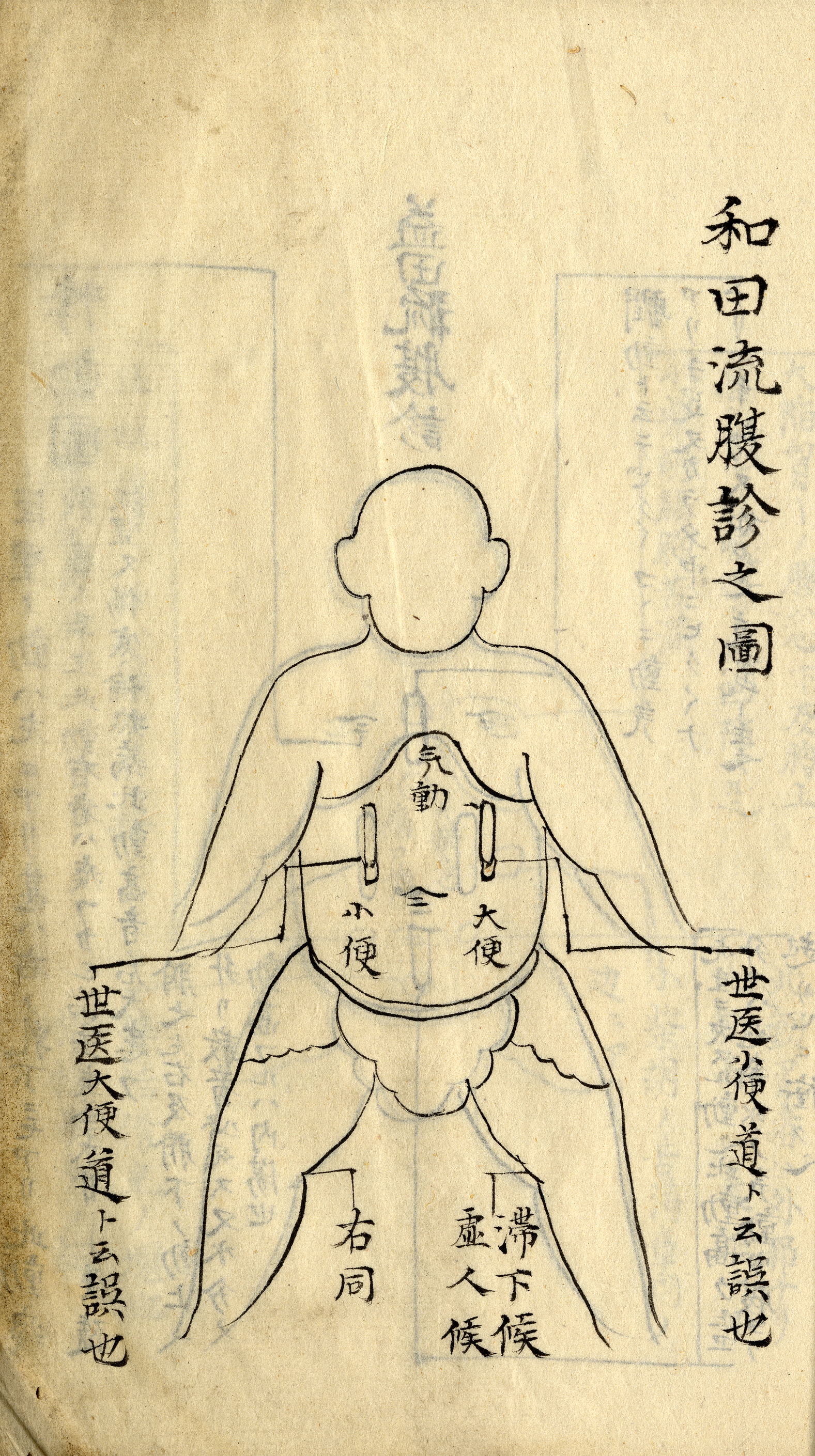
Illustration einer Bauchdiagnose (Palpation) im Stil der Ärztefamilie Wada

### Schröpfen
Das weltweit verbreitete Schröpfen wurde in Japan mit ‚Saughörnern’ (kyūkaku, 吸角) oder aber mit Blutegeln durchgeführt. Seit dem 19. Jahrhundert verwendet man gläserne Schröpfköpfe (suitama, wörtlich ‚Saugkugeln’).

### Kampō
Die Bezeichnung Kampō kam in Japan während der zweiten Hälfte des 19. Jahrhunderts auf, um die traditionelle Medizin gegen die einströmende westliche Medizin abzugrenzen. Zwar bedeutet sie wörtlich so viel wie ‚chinesische Verfahren/Rezepte‘, ‚chinesische Richtung‘, doch hat Japan bereits während der Edo-Zeit und ganz besonders seit der ersten Hälfte des 20. Jahrhunderts zahlreiche Neuerungen entwickelt, die die japanische Kampō-Medizin von der traditionellen chinesischen Medizin deutlich unterscheidet. Einige Autoren schlossen Therapieverfahren wie Massage, Akupunktur und Diätetik ein. Mittlerweile hat sich aber die engere Fassung als ‚japanische Phytotherapie‘ durchgesetzt. Bei der Diagnose legen viele Vertreter der Kampō-Medizin großen Wert auf die Bauchdiagnose (Palpation).

### Japanische Diätetik
Schon das alte Medizinbuch Ishimpō enthält ausführliche Kapitel über die Lebensweise einschließlich der Speisetabus. Während der Edo-Zeit erlebte die japanische Lehre von der ‚Lebenspflege‘ (Yōjōron, 養生論) durch Schriften wie Yōjōkun (養生訓) des Neokonfuzianers Kaibara Ekiken einen großen Aufschwung. Berührungspunkte zu westlichen Schriften von Hippokrates’ Abhandlung Über Luft, Wasser und Örtlichkeit bis hin zu Christoph Wilhelm Hufelands Makrobiotik oder Die Kunst, das menschliche Leben zu verlängern (1796), waren vorgezeichnet.
Gegen Ende des 19. Jahrhunderts versuchte der Militärarzt Ishizuka Sagen (石塚左玄, 1850–1910), die herkömmlichen japanischen Lehren mit westlicher Wissenschaft in Schriften wie Theorie der Langlebigkeit durch wissenschaftliche Ernährung und Allgemeine Methode zur Lebenspflege durch Ernährung (1898) zu harmonisieren. Auf diese Konzepte berief sich die 1907 gegründete ‚Gesellschaft für Lebenspflege durch Ernährung‘ (Shokuyō-kai, 食養会), die sich gegen westliche Ernährungsgewohnheiten aussprach und in Politik, Wirtschafts- und Militärkreisen starke Unterstützung fand.
Sakurazawa Yukikazu (桜沢如一, 1893–1966), der in seiner Jugend dank dieser Ratschläge eine Tuberkulose überwinden konnte, entwickelte später als Präsident der ‚Gesellschaft für Lebenspflege durch Ernährung‘ die Konzepte Ishizukas weiter und machte sie unter dem Namen Georges Ohsawa mit dem von Hufeland übernommenen Begriff Makrobiotik auch in Europa und den Vereinigten Staaten bekannt.

### Manuelle Körpertherapien
Anma (按摩; chin. ànmó, dt. „drücken und reiben“) kam in der Frühzeit der japanischen Medizin aus China ins Land und entwickelte sich während der Edo-Zeit zu einem wichtigen Berufsfeld der Sehbehinderten. In China wurde 1571 anlässlich einer Reorganisation der medizinischen Fachrichtungen der Name Tuina (tuīná; dt. „schieben und greifen“) eingeführt, in Japan behielt man den alten Namen bei. Zugleich wurden nach und nach die Unterschiede deutlicher. Große Verbreitung fand auch die Anpuku (按腹; fuku/-puku, dt. „Bauch“) genannte Massage der Bauchregion. Bei der Reorganisation des Gesundheitswesens in der zweiten Hälfte des 19. Jahrhunderts waren Massage-Therapeuten weniger stark betroffen, was viel mit der Sicherung des Lebensunterhaltes von Sehbehinderten zu tun hatte. Doch wurde eine Fachausbildung und seit Anfang des 20. Jahrhunderts der Erwerb einer Lizenz obligatorisch.
Shiatsu (指圧, dt. „Fingerdruck“) ist eine aus der frühmodernen Formen der sinojapanischen Massage (Anma) hervorgegangene Körpertherapie. Am Anfang des 20. Jahrhunderts wurden in Japan verschiedene Formen manueller Druck- und Dehnmethoden unter dieser Bezeichnung vereint, um sich von den Entspannungsmassagen abzugrenzen und einen Platz im westlich dominierten Gesundheitssystem zu sichern. Je nach Schulrichtung werden mit Fingern, Händen, Ellbögen, Knien, Füssen einzelne Punkte oder aber Leitbahnen (Meridiane) behandelt. Im Bereich der Tiermedizin nutzt man Shiatsu besonders in der Behandlung von Pferden. Seit der zweiten Hälfte des 20. Jhs. kommen vielerlei derivative Behandlungsformen hinzu, wie Wasser-Shiatsu (Watsu), Seiki, Kiatsu, Ohashiatsu, Quantum Shiatsu usw.
Sōtai (操体, dt. „Manipulation des Körpers“) ist eine von dem japanischen Arzt Keizō Hashimoto (1897–1993) auf der Grundlage sino-japanischer Traditionen entwickelte Körpertherapie, die, verbunden mit einer speziellen Atemtechnik, durch Betonung der angenehmen Bewegungsrichtung auf eine positive Wahrnehmung des Körpers, die nachhaltige Lösung von Verspannungen und eine neuromuskuläre Neustrukturierung zielt. Diese Behandlung durch Umkehrbewegungen wurde später auch Technik der plötzlichen Entspannung genannt. Schließlich etablierte sich die Bezeichnung Sōtai, eine Umkehrung des Begriffes Taisō (Gymnastik).
Die Judo-Therapie oder auch Judo-Seifuku-Therapie ist eine auf den gleichnamigen Kampfsport und die Osteopathie der Edo-Zeit zurückgehende nicht-invasive Therapie, die 1920 erstmals durch das japanische Innenministerium anerkannt wurde. Weitere gesetzliche Regelungen folgten im Jahre 1970. Sie wird vor allem bei Prellungen, Knochenbrüchen, Luxationen usw. genutzt. Zur Ausübung benötigt der Judo-Therapeut (柔道整復師, Jūdō Seifukushi) wie bei der Akupunktur eine Lizenz. Im Jahre 2001 wurde diese Therapie durch einen Bericht der Weltgesundheitsorganisation („Legal Status of Traditional Medicine and Complimentary/Alternative Medicine: A Worldwide Review“) international bekannt.

## Gesellschaften zur traditionellen japanischen Medizin
Hierzu gibt es einen nützlichen englischen Überblick von Shūichi Katai
- European Shiatsu Federation
- Gesellschaft für Shiatsu Deutschland
- IOKAI Meridian Shiatsu
- Internationale Gesellschaft für Traditionelle Japanische Medizin e.V. (IGTJM)
- International Society for Japanese Kampo Medicine (ISJKM)
- Shōnishin in der IGTJM
- Shiatsu-Gesellschaft Schweiz
- Shiatsu Österreichischer Dachverband
- Japan Society for Oriental Medicine
- The Japan Traditional Acupuncture and Moxibustion Society
- The Japan Society of Acupuncture and Moxibustion
- Japanese Society of Judo Therapy
- The Japanese Society for Ryodoraku Medicine